# Food First Information & Action Network
FIAN är en internationell människorättsorganisation som arbetar för rätten att försörja sig. I arbetet utgår FIAN från rätten till mat, som finns inskriven i FN:s allmänna förklaring om de mänskliga rättigheterna samt i den internationella konventionen om de ekonomiska, sociala och kulturella rättigheterna. Målet är en värld fri från hunger där alla människor kan försörja sig i värdighet. FIAN samlar in och sprider information om kränkningar av rätten till mat samt utövar påtryckning på stater genom blixtaktioner, fallarbete och internationella kampanjer. 
FIAN är en medlemsbaserad, politiskt och religiöst obunden organisation med rådgivande status till FN. 
FIAN International grundades i Heidelberg år 1986 och har idag medlemmar i över 60 länder i Afrika, Asien, Amerika och Europa. Den svenska sektionen av FIAN International startade 1990. Ordförande är Maria Starck.

## Genomförda kampanjer
- Face It Act Now
- Rent mjöl

## Ordförande FIAN Sverige
- 2006 - 2008 Minja Peuschel
- 2008 - 2011Lena Klevenås
- 2011 - 2013 Jennie Jonsén
- 2013 - Maria Starck
- 2014 - Parul Sharma
- 2015-2017 - Zahra Östman Pittaluga
- 2018 - Viktoria Olausson